# Velserbroek
Velserbroek é uma cidade dos Países Baixos, na província de Holanda do Norte. Velserbroek pertence ao município de Velsen, e está situada a .
A área de Velserbroek, que também inclui as partes periféricas da cidade, bem como a zona rural circundante, tem uma população estimada em 16220 habitantes.